# Typhlops annae
Typhlops annae là một loài rắn trong họ Typhlopidae. Loài này được Breuil miêu tả khoa học đầu tiên năm 1999.